# San Marco in Agro Laurentino (titolo cardinalizio)
San Marco in Agro Laurentino (in latino: Titulus Sancti Marci in Agro Laurentino) è un titolo cardinalizio istituito da papa Paolo VI il 5 marzo 1973 con la costituzione apostolica Cum pro auctis. Il titolo insiste sulla chiesa di San Marco Evangelista in Agro Laurentino.

## Titolari
- Emile Biayenda (5 marzo 1973 - 23 marzo 1977 deceduto)
- Alexandre do Nascimento, O.P. (2 febbraio 1983 - 28 settembre 2024 deceduto)
- Domenico Battaglia, dal 7 dicembre 2024